# Субарнарекга (річка)
Субарнарекга (гінді सुवर्णरेखा नदी) — річка в Індії, яка протікає через території штатів Джгаркганд, Одіша та Західна Бенгалія. 

## Назва
Назва річки походить від двох санскритських слів: «субарна» — золото, та «рекга» — смуга або лінія, отже Субарнарекга перекладається як «Смуга золота» або «Золота лінія». За легендою, на берегах річки, біля села Піска, недалеко від міста Ранчі, раніше намивали золотий пісок, звідси й назва Субарнарекга.

## Географія
Субарнарекга протікає через території індійських штатів Джгаркганд, Одіша та Західна Бенгалія, по плату Чгота-Наґпур. 

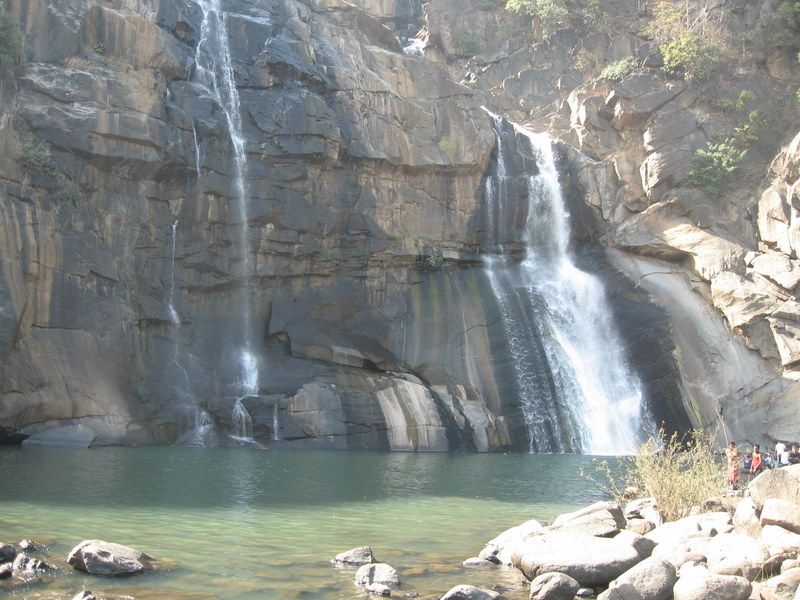
Водоспад Гунду

Після проходження через багаті глиноземом області штату Джгаркганд, річка входить у Західну Бенгалію та впадає у Бенгальську затоку в Тальсарі поблизу Порту Кіртанія, дистрикт Баласор, штат Одіша. 
Загальна довжина Субарнарекги становить 395 км.
Уздовж річки розташовані важливі індійські міста: Ранчі, столицю штату Джгаркганд, Джамшедпур, Ґатшіла та Ґопібаллавпур. 
За 30 км від міста Ранчі на річці збудовано у 1977 році ГЕС Субарнарекга І, а в 1980 році ГЕС Субарнарекга ІІ.
На своєму шляху річка долає безліч порогів та водоспадів, найвідоміший з них водоспад Гунду висотою 98 метрів.
Субарнарекга протікає через райони, де ведеться видобуток міді та уранових руд, внаслідок чого річка є забрудненою.

### Притоки
Великими притоками Субарнарекги є Кгаркай, Роро, Канчі, Гарму-Наді, Дамра, Карру, Чінґуру, Каракарі, Ґурма, Ґарра, Сінґадуба, Дулунґа та Кгаййорі.

## Світлини

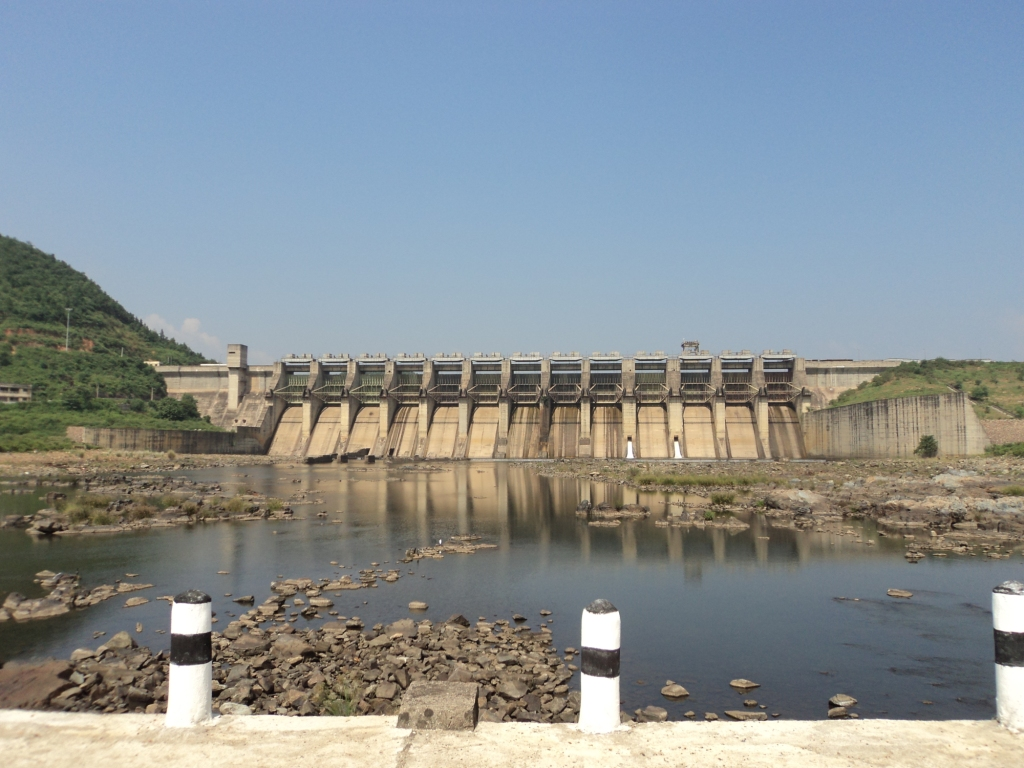
Зрошувальна дамба біля міста Ченділ
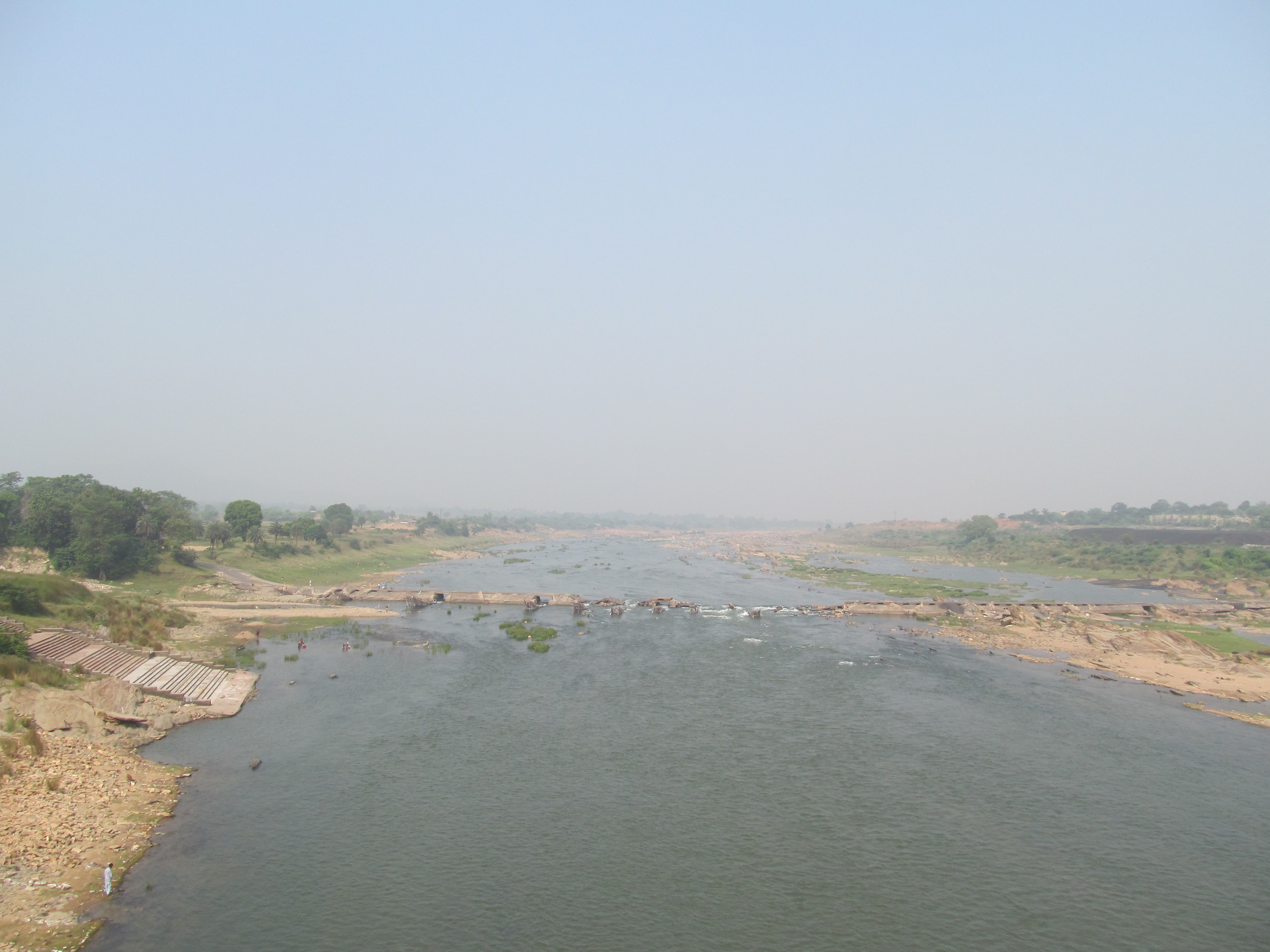
Субарнарекга поблизу міста Ґатшіла
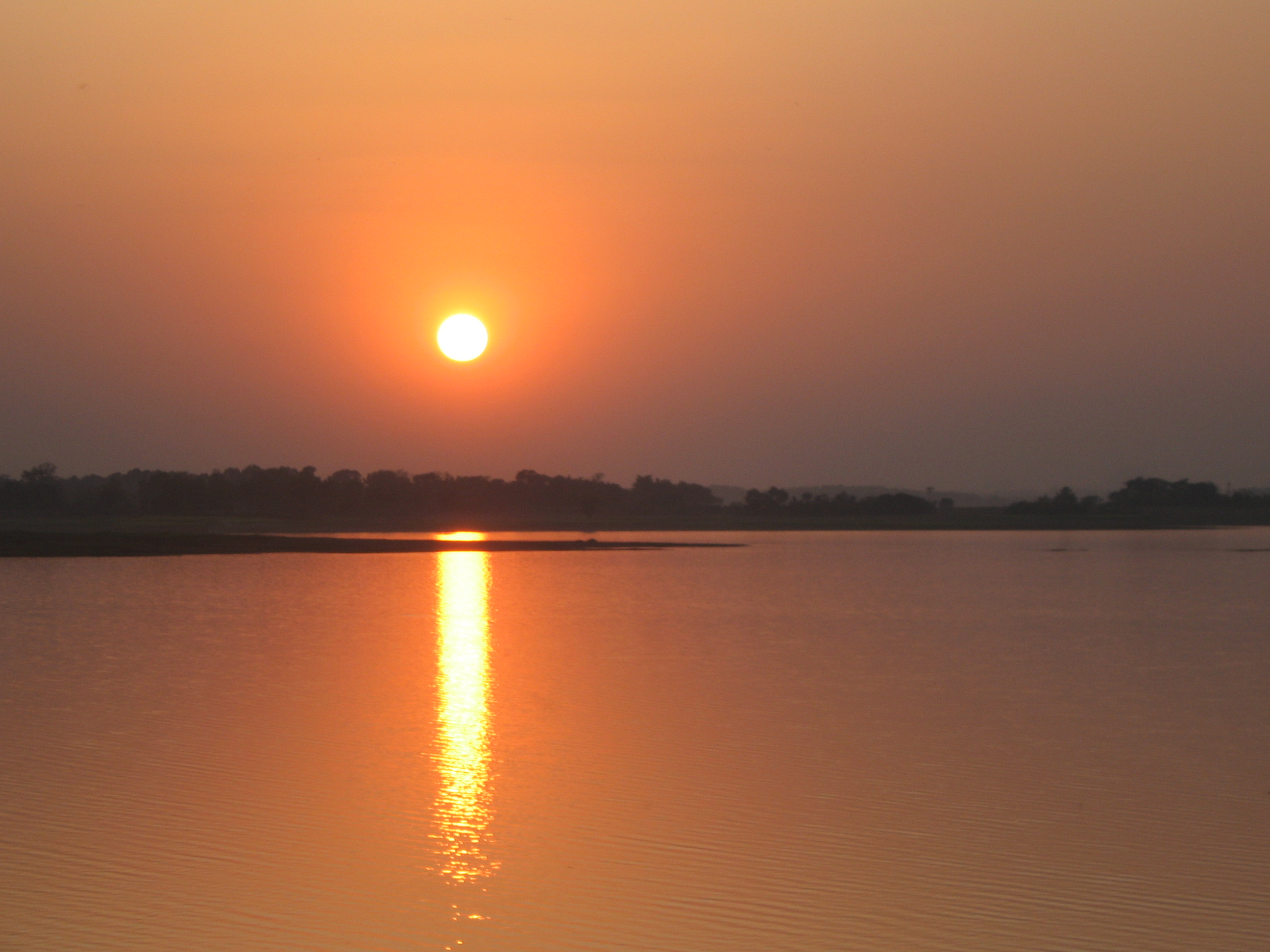
Субарнарекга перед водоспадом Гунду
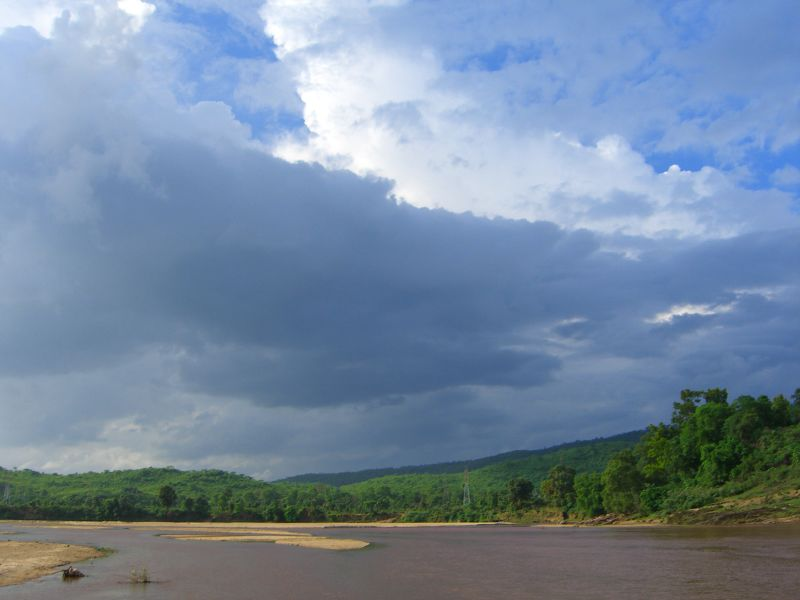
Субарнарекга поблизу міста Джамшедпур
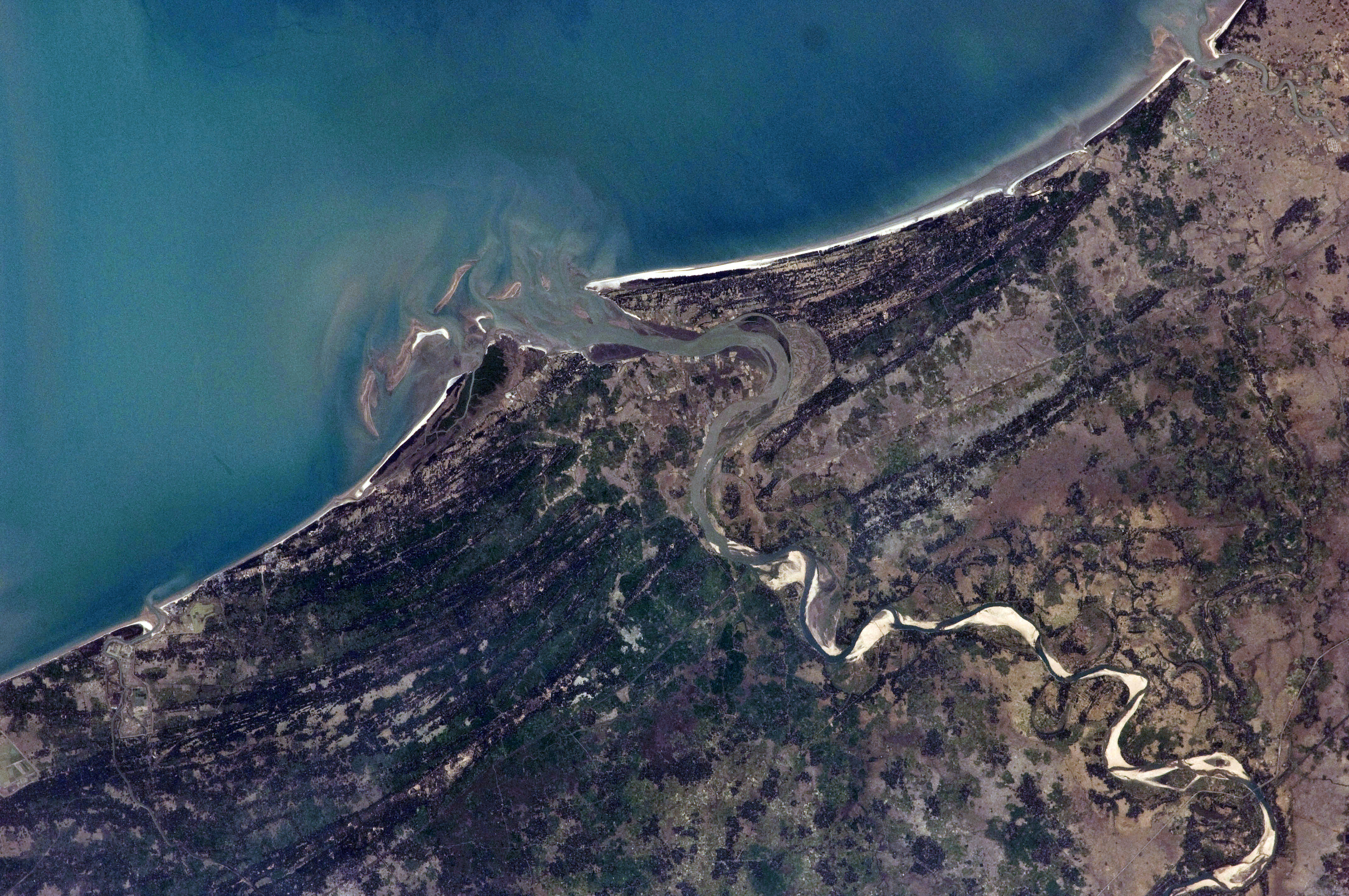
Гирло річки із супутника